# Timbiquí
Timbiquí là một khu tự quản thuộc tỉnh Cauca, Colombia. Thủ phủ của khu tự quản Timbiquí đóng tại Timbiquí Khu tự quản Timbiquí có diện tích 1813 ki lô mét vuông. Đến thời điểm ngày 28 tháng 5 năm 2005, khu tự quản Timbiquí có dân số 22922 người.